# 계광학원
학교법인 계광학원(學校法人 桂光學園)은 대한민국의 학교법인이다. 1951년에 우강 서광벽(又崗 徐光璧)이 설립하였으며, 현재 이사장은 오정애이다.

## 발자취
- 1951년 12월 3일 : 우강 서광벽이 계광학원 설립
- 2003년 6월 4일 : 제11대 오정애 이사장 취임

## 구성
- 천안고등학교
- 계광중학교